# Brendan Donnelly (politician)
Brendan Donnelly (n. 25 august 1950, Londra, Anglia, Regatul Unit) este un om politic britanic, membru al Parlamentului European în perioada 1994-1999 din partea Regatului Unit.
1. ↑  Companies House, accesat în 18 iunie 2021
2. ↑  Deputații în Parlamentul European